# Babka kalifornijska

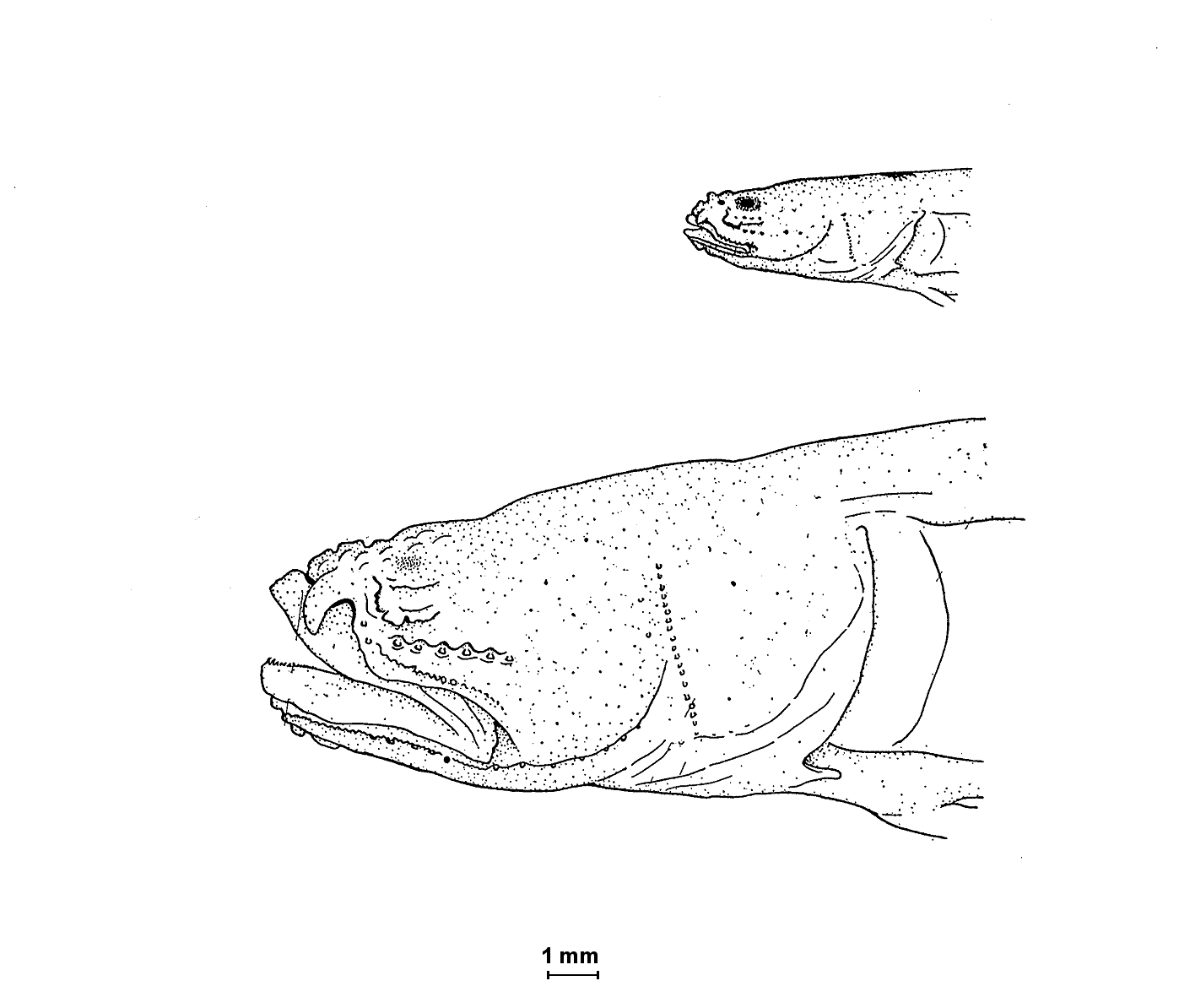
Ilustracja przedstawiająca ubytek oczu u ryby dorosłej (na dole)

Babka kalifornijska (Typhlogobius californiensis) – gatunek ryby z rodziny babkowatych (Gobiidae).  

## Występowanie
Zachodni Pacyfik od San Simeon w Kalifornii w USA po południową część Dolnej Kalifornii w Meksyku.
Zazwyczaj na płyciznach do 15 m lub w strefie przyboju, wśród kamieni lub na łachach piasku między kamieniami wśród krasnorostów. Zamieszkuje nory krewetek Callianassa affinis, dzieli je z gospodarzem.

## Cechy morfologiczne
Osiąga 8,3 cm długości.

## Rozród
Trze się od III do VIII. Jajorodna, ikra przytwierdzona do ściany nory, opiekują się nią oboje rodzice. W wyniku długotrwałego pobytu wewnątrz norek swoich komensali dorosłe osobniki tracą wzrok i pigment.